# Історичне товариство у Львові
Істори́чне товари́ство у Льво́ві (з 1924 — По́льське істори́чне товари́ство) — наукове товариство, засноване 14 жовтня 1886 року польським істориком Ксаверієм Ліске для «сприяння розвитку історичних наук, з особливим висвітленням історії Червоної Русі».
Товариство об'єднувало здебільшого польських львівських істориків, зокрема Освальда Бальцера, Людвіка Фінкеля, Людвіка Цвіклінського. Головним друкованим органом товариства був часопис «Kwartalnik Historyczny» (до 1952-го і знову від 2010 року). Перед Першою світовою війною з товариством співпрацювали також українські вчені Михайло Грушевський, Олександр Колесса, Мирон Кордуба, Кирило Студинський, Юліан Целевич тощо. У 1880—1890 роках активним членом товариства був Іван Франко. У міжвоєнний період товариство було перейменоване на Польське історичне товариство (1924 р.), а його співпраця з українськими істориками послабилася. З 1947 р. головний осередок товариства знаходиться у Варшаві. Товариство організовує з'їзди польських істориків, координує регіональні історичні дослідження.

## Львівська історична школа
Львівська історична школа — умовна назва групи польських істориків, які працювали в останній чверті XIX — на початку XX століття у Львові й об'єднувалися навколо Товариства історичного у Львові та його органу «Kwartalnik Historyczny». Серед них були, зокрема, Ксаверій Ліске, Т. Войцеховський, Освальд Бальцер, Людвік Фінкель. На відміну від Краківської історичної школи та Варшавської історичної школи представники Львівської історичної школи, не мали чітко вираженої спільної ідеологічної платформи, уникали синтетичних концепцій про загальний хід історичного процесу. Велику увагу приділяли застосуванню в дослідженнях середньовічної історії Польщі методів джерелознавчого аналізу, розроблених німецькою позитивістською (див. Позитивізм в історичній науці) медієвістикою. Деякі праці представників цієї школи (А. Прохаски, Ф. Паппе тощо) були присвячені окремим питанням історії українського народу. Усі вони написані переважно в дусі ідеалізації політики польської шляхти.

## Голови товариства
- Ксаверій Ліске (1886—1891)
- Тадеуш Войцеховський (1891—1914)
- Людвік Фінкель (1914—1923)
- Станіслав Закшевський (1923—1932)
- Францішек Буяк (1932—1934)
- Станіслав Закшевський (1934—1936)
- Францішек Буяк (1936—1937)
- Людвік Колянковський (1937—1947)
- Владислав Конопчинський (1947)
- Ян Домбровський (1947—1950)
- Тадеуш Мантейфель-Цьоге (1950—1953)
- Наталія Гонсьоровська (1953—1956)
- Станіслав Гербст (1956—1973)
- Маріян Біскуп (1973—1978)
- Генрик Самсонович (1978—1982
- Анджей Загорський (1982—1988)
- Анджей Айненкель (1988—1991)
- Яцек Сташевський (1991—1997)
- Войцех Вжесінський (1997—2003)
- Кжиштоф Мікульський (2003—2013)
- Ян Шимчак (2013—2015)
- Кжиштоф Мікульський (2015—)